# Thraszümakhosz (filozófus)
Thraszümakhosz (Kr. e. 4. század) görög filozófus.
Korinthoszból származott, a szokratikus iskola művelője volt. Diogenész Laertiosz szerint megarai Sztilpón egyik mestere volt. A Szuda-lexikon több munkájáról is említést tesz, amelyekből még töredékek sem maradtak fenn.